# Marco A. Gandásegui
Marco A. Gandásegui jr., vollständig: Marco Antonio Gandásegui Paz Rodríguez (* 28. April 1943 in Panamá; † 24. April 2020), war ein panamaischer Journalist und Soziologe und von 1977 bis 1979 für Panama Vorsitzender der Asociación Latinoamericana de Sociología. Ab 1971 war er Soziologieprofessor an der Universität von Panama.
Marco Antonio Gandásegui erwarb 1965 in Chile einen Bachelor in Journalismus und 1970 im selben Land an der Facultad Latinoamericana de Ciencias Sociales den Master in Soziologie. 1985 promovierte er an der State University of New York.
Die Arbeiten Gandáseguis hatten meist einen regionalen Bezug zu Panama. Er veröffentlichte in mehreren europäischen Zeitschriften Kolumnen und Artikel.